# 松浦興信
松浦 興信（まつら おきのぶ）は、戦国時代肥前国の武将。松浦氏24代当主。

## 略歴
松浦氏には多くの一族があるが、興信はそのうち平戸松浦氏の一門である。平戸松浦家は、松浦家の分家の一つにすぎなかったが、興信の曽祖父である松浦義（まつら よし、平戸義）の時代に室町幕府6代将軍・足利義教の信任を受けて以来、本家（本家は下松浦党の祖である松浦直の長男御厨清の系譜にある相神浦松浦家）を凌ぐ勢力を誇るようになっていった。興信の祖父である松浦豊久（とよひさ）には6人の子があり、平戸松浦家の家督を次子の弘定（大内政弘より偏諱を賜う）に継がせ、長子の昌（まさし）は田平峯家（田平氏）へ養子に出した。昌は後に田平氏を追われ、平戸松浦家の家督を巡り弟の弘定と対立したものの、近隣の志佐氏と敵対すると弘定と和解し、大内義興（政弘の子）の援助を受け志佐氏を滅ぼし、自身が志佐の領主となり志佐純元（純本）を名乗った。弘定は和解の証として昌の実子である源三郎（興信）を後継者とした。
松浦氏の嫡流筋である相神浦松浦家（宗家松浦氏）との関係は険悪であり、弘定は度々争い、明応7年（1498年）、相神浦（現佐世保市）の大智庵城を攻め、松浦政を攻め滅ぼしたが、これに源三郎も参加していたという。
永正5年（1508年）、大内義興に従って足利義尹（義稙）を奉じて上京、その功を賞された。
永正12年（1515年）、先代の弘定が没し、源三郎が当主となった。当時の北九州の実力者で前述の通り弘定を援助した大内義興に臣従してその偏諱を賜り、興定（おきさだ、「定」は養父・弘定の1字）、のち興信を名乗った。
少弐氏や有馬氏、後には龍造寺氏と結んだ相神浦松浦家の松浦親（政の子）の勢力は衰えることはなく、当時の平戸松浦家の基盤は強固とはいえなかった。義興は重臣陶道麒を派遣して龍造寺家兼を討たせて平戸松浦家を後押ししたが、失敗。結局は波多興らとの間に和議を成立させた。義興亡き後もその子である大内義隆に仕え、李氏朝鮮や明と交易し、莫大な利益を上げたが、興信の没後には家督争いが再燃した。
また、同じく宇久氏（後の五島氏）とは縁戚関係であり、先代弘定の代におきた玉之浦納の反乱により避難してきた宇久盛定を援助し、永正18年（1521年）の盛定の旧領復帰に貢献している。